# Música antigua

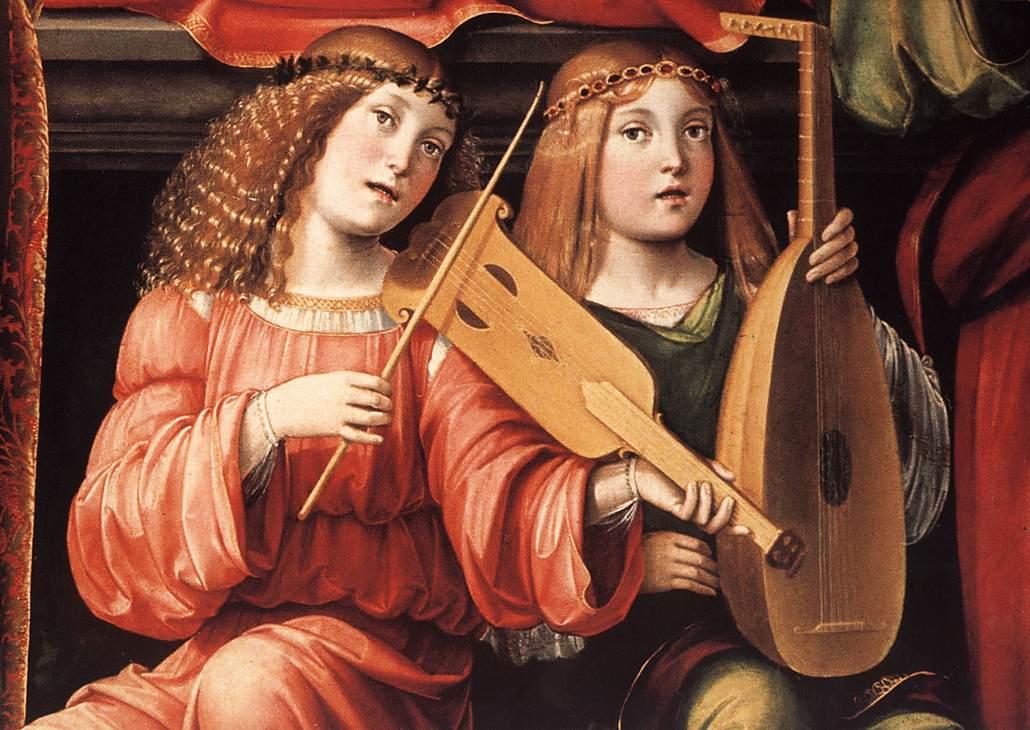
Cuadros de 1501 a 1550, pinturas de óleo sobre panel del en Italia, Bolonia, Ángeles con instrumentos de cuerda, Cappella Bentivoglio. Detalles de pinturas del, Pinturas de la Madonna y el Niño en Italia, Personas con laúdes en el arte, Pinturas religiosas de Francesco Francia, Vielle en pinturas, Violones en el arte.

Generalmente se llama música antigua a la música clásica europea compuesta antes de 1600, aproximadamente, aunque generalmente se refiere el término más específicamente a su interpretación con instrumentos originales y respeto a las prácticas históricas. Es lo que en tiempos más recientes ha venido denominándose «versión históricamente informada»
La música antigua comprende los siguientes periodos de la historia de la música:
- Música de la Edad Media (aproximadamente: 500-1450)
- Música del Renacimiento (aprox.: 1450-1600)